# Oslyabya (couraçado)
O Oslyabya (Ослябя) foi um couraçado pré-dreadnought operado pela Marinha Imperial Russa e a segunda embarcação da Classe Peresvet, depois do Peresvet e seguido pelo Pobeda. Sua construção começou em novembro de 1895 no Novo Estaleiro do Almirantado e foi lançado ao mar em novembro de 1898, sendo comissionado na frota russa em meados de 1903. Era armado com quatro canhões de 254 milímetros montados em duas torres de artilharia duplas, tinha um deslocamento de catorze mil toneladas e conseguia alcançar uma velocidade máxima de dezoito nós.
A embarcação foi designada para atuar na Esquadra do Pacífico logo depois de entrar em serviço, porém encalhou no caminho e isto atrasou sua viagem. A Guerra Russo-Japonesa começou nesse meio tempo e assim o Oslyabya retornou para casa. Ele foi designado para integrar a 2ª Esquadra do Pacífico como a capitânia do contra-almirante Dmitri von Fölkersahm, realizando a viagem até o Extremo Oriente. A força russa foi atacada pelos japoneses na Batalha de Tsushima em 27 de maio de 1905, com o couraçado sendo o primeiro navio russo afundado pela artilharia inimiga.

## Características

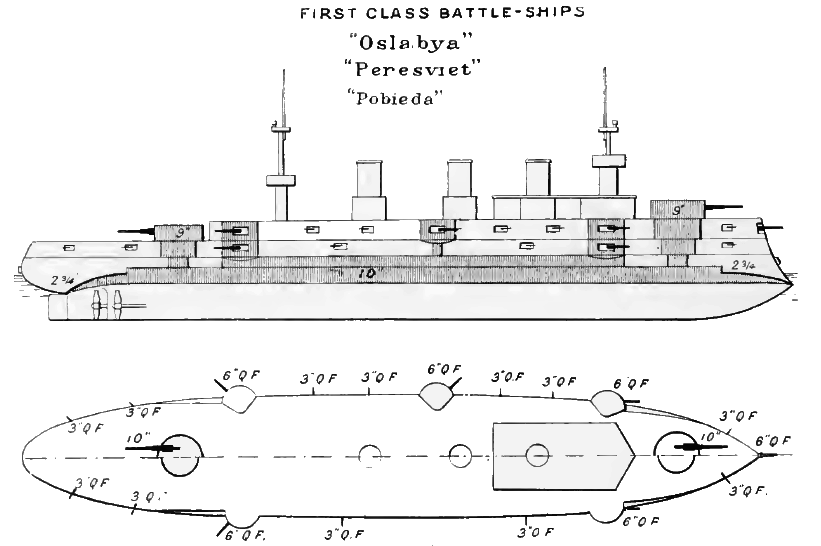
Desenho da Classe Peresvet

O projeto da Classe Peresvet foi inspirado pelos couraçados de segunda linha britânicos da Classe Centurion. Estes tinham a intenção de derrotarem possíveis navios corsários em tempos de guerra como os cruzadores blindados russos mais novos, assim a Classe Peresvet foi concebida com o objetivo de apoiar os cruzadores. Este papel enfatizava alta velocidade e autonomia em detrimento de armamento e blindagem pesadas.
O Oslyabya tinha 132,4 metros de comprimento de fora a fora, uma boca de 21,79 metros e um calado de oito metros. Foi projetado para ter um deslocamento de 12 877 toneladas, mas foi finalizado com um sobrepeso de quase duas mil toneladas e seu deslocamento era na realidade de 14 639 toneladas. Seu sistema de propulsão consistia em trinta caldeiras Belleville que alimentavam três motores verticais de tripla-expansão. Estes tinham uma potência indicada de 14,7 mil cavalos-vapor (10,8 mil quilowatts) para uma velocidade máxima de dezoito nós (33 quilômetros por hora). Entretanto, o navio alcançou 18,33 nós (33,95 quilômetros por hora) a partir de 15 264 cavalos-vapor (11 224 quilowatts) durante seus testes marítimos. Podia carregar até 2 090 toneladas de carvão, o que proporcionava uma autonomia de 6,2 mil milhas náuticas (11,5 mil quilômetros) e uma velocidade de dez nós (dezenove quilômetros por hora). Sua tripulação era formada por 27 oficiais e 744 marinheiros.
Sua bateria principal consistia em quatro canhões Padrão 1891 calibre 45 de 254 milímetros montados em duas torres de artilharia duplas, uma à vante e outra à ré da superestrutura. O armamento secundário tinha onze canhões Canet Padrão 1892 calibre 45 de 152 milímetros em casamatas nas laterais do casco e na proa abaixo do castelo de proa. Também haviam várias armas menores para defesa contra barcos torpedeiros: vinte canhões Padrão 1892 calibre 50 de 75 milímetros, vinte canhões Hotchkiss de 47 milímetros e oito canhões Hotchkiss de 37 milímetros. Também era equipado com cinco tubos de torpedo de 381 milímetros, mais 45 minas navais para proteção de ancoradouros.
O cinturão principal de blindagem do Oslyabya era feito de aço Harvey e tinha entre 102 e 229 milímetros de espessura. Ele tinha 2,4 metros de altura, dos quais 91 centímetros deveriam ficar acima da linha de flutuação, porém devido ao sobrepeso apenas 7,6 centímetros ficavam acima da linha de flutuação quando o navio estava em deslocamento normal, enquanto em deslocamento carregado o cinturão ficava totalmente submerso, com sua única proteção sendo um cinturão superior com 102 milímetros. A proteção das torres de artilharia era feita de aço cimentado Krupp e suas laterais tinham 229 milímetros, enquanto o convés tinha entre 51 e 76 milímetros.

## História

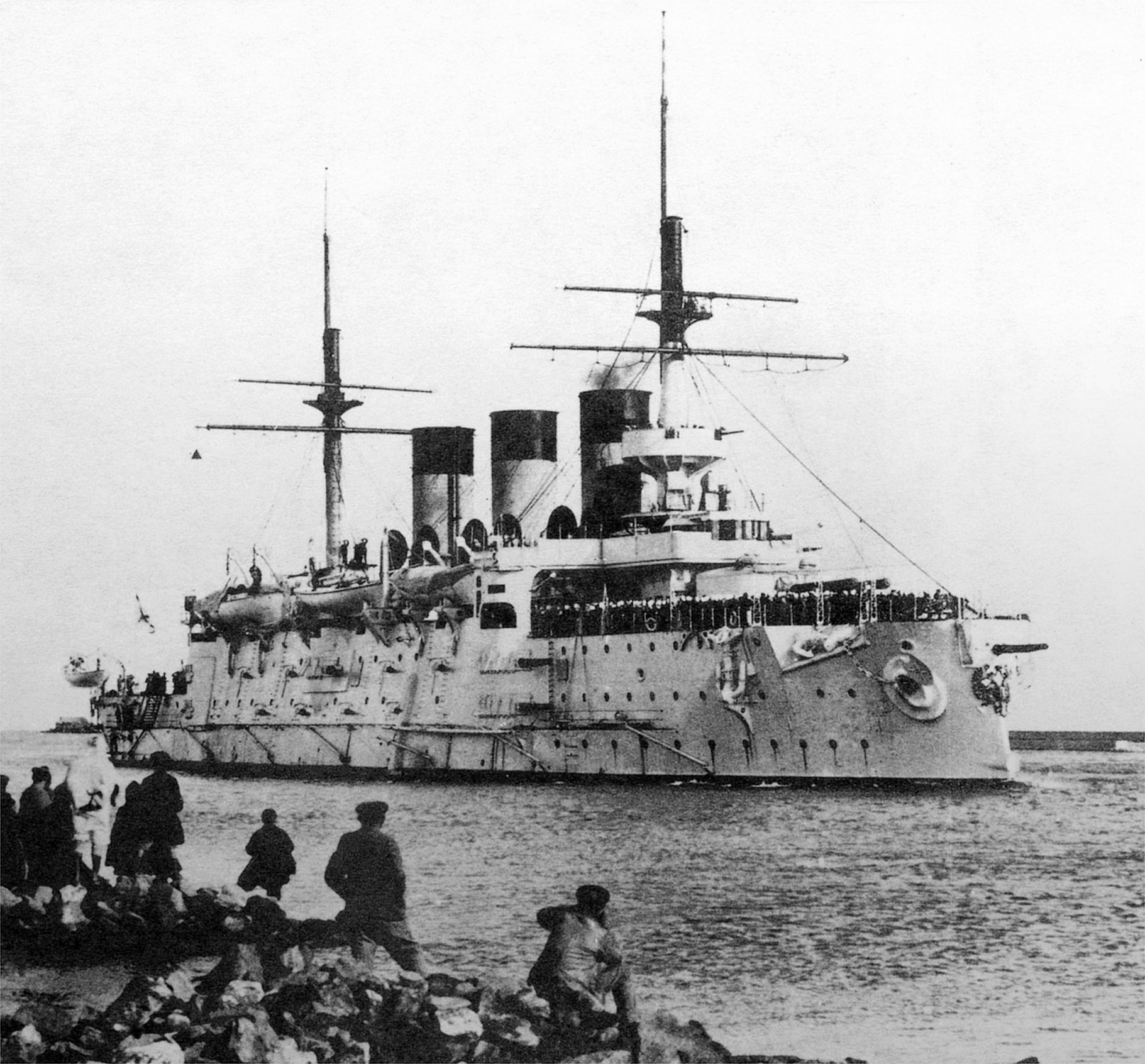
O Oslyabya chegando em Bizerta em 27 de dezembro de 1903

O Oslyabya foi nomeado em homenagem a Rodion Oslyabya, um monge do século XIV e um herói da Batalha de Culicovo de 1380. Seu batimento de quilha ocorreu em 21 de novembro de 1895 no Novo Estaleiro do Almirantado em São Petersburgo e foi lançado ao mar em 8 de novembro de 1898. Problemas no estaleiro adiaram sua finalização até 1903, tendo custado 11,34 milhões de rublos. O navio partiu para Porto Artur na China em 7 de agosto de 1903 junto com o cruzador blindado Bayan, entretanto o couraçado encalhou no Estreito de Gibraltar em 21 de agosto e ficou sob reparos até novembro, primeiro na Argélia e depois na Itália. Retomou sua viagem para o Extremo Oriente ao final dos reparos, porém foi chamado de volta em 12 de fevereiro de 1904 para se juntar à Frota do Báltico, três dias depois do início da Guerra Russo-Japonesa. Chegou em São Petersburgo em abril e foi equipado com telêmetros Barr & Stroud de 4,5 metros, miras telescópicas, um novo sistema de ventilação e um equipamento de rádio Telefunken.

### Guerra Russo-Japonesa
A estratégia russa desde 1897 era de enviar navios da Frota do Báltico para o Extremo Oriente em caso de uma guerra contra o Japão, enquanto as forças em Porto Artur deveriam evitar uma batalha geral com a frota inimiga até que os reforços chegassem. O Oslyabya, servindo como a capitânia do contra-almirante barão Dmitri von Fölkersam, e o resto da 2ª Esquadra do Pacífico deixaram Libau rumo a Porto Artur em 15 de outubro de 1904. A força estava sob o comando geral do vice-almirante Zinovi Rozhestvenski. Segundo o historiador Mark Schrad, "Esta épica jornada de [29 mil quilômetros] foi a viagem mais longa de uma frota de couraçados a carvão na história".

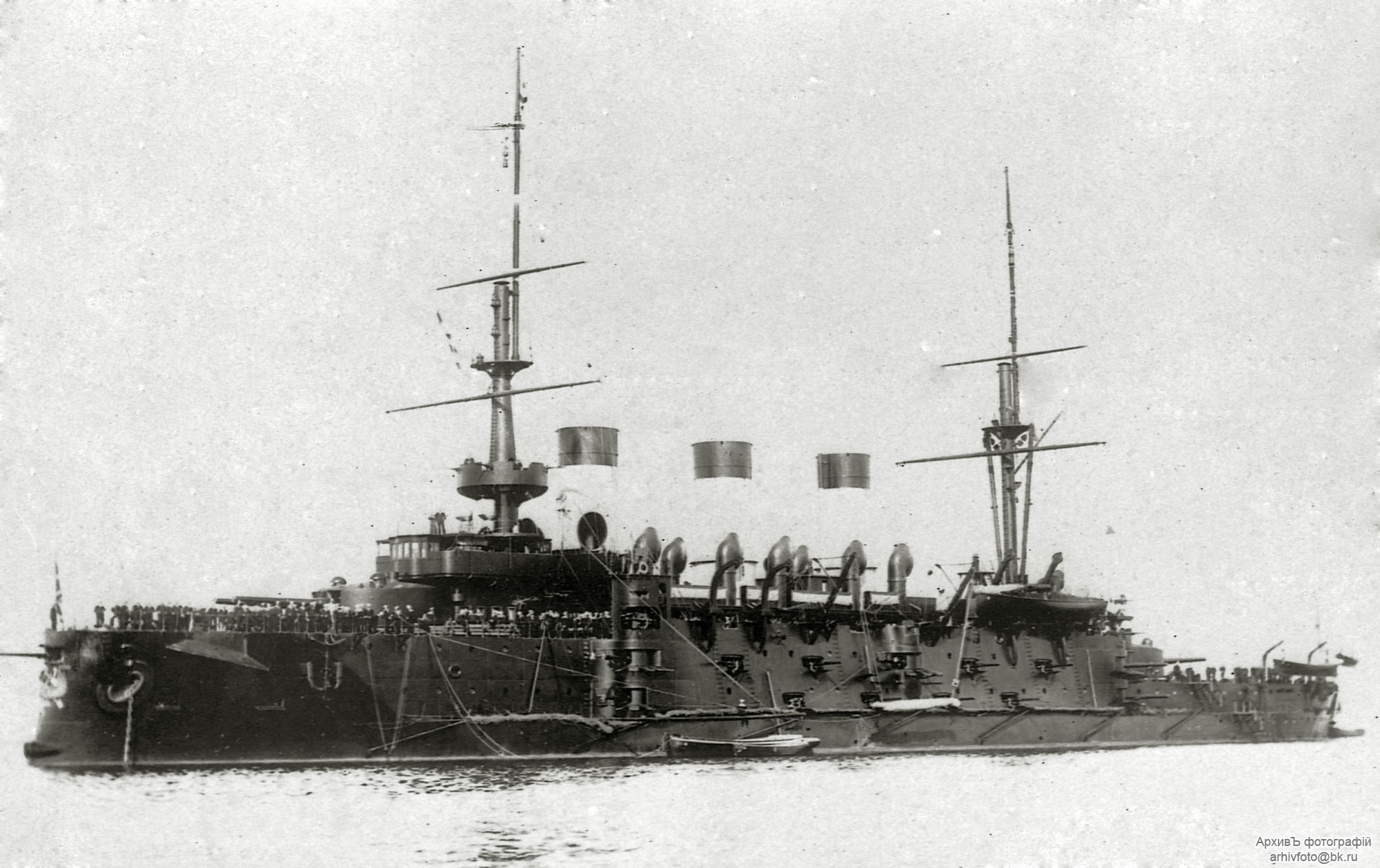
O Oslyabya deixando Revel em outubro de 1904

O Oslyabya colidiu com o contratorpedeiro Buistri no caminho para a Dinamarca, sendo levemente danificado. A esquadra chegou em Tânger no Marrocos em 28 de outubro e Rozhestvenski ordenou que seus couraçados mais antigos seguissem pelo Mar Mediterrâneo e Mar Vermelho sob o comando de Fölkersam e se encontrassem com a força principal em Madagascar. Rozhestvenski liderou o resto da esquadra, incluindo o Oslyabya, ao redor do Cabo da Boa Esperança até chegar em Nosy Be, ao noroeste de Madagascar, em 9 de janeiro de 1905. Os russos permaneceram no local por dois meses enquanto Rozhestvenski finalizava arranjos de reabastecimento. Porto Artur nessa altura já tinha se rendido e assim a esquadra não poderia reabastecer lá, muito menos contar com os navios que estavam no local. Rozhestvenski reuniu sua esquadra e partiu em 16 de março para a Baía de Cam Ranh na Indochina Francesa, chegando quase um mês depois para esperar pelas embarcações obsoletas da 3ª Esquadra do Pacífico do contra-almirante Nikolai Nebogatov. Estes chegaram em Cam Ranh em 9 de maio e a força combinada partiu para Vladivostok cinco dias depois.
Rozhestvenski reorganizou seus navios em três divisões táticas no caminho para a iminente batalha contra os japoneses: a primeira divisão consistia nos quatro couraçados mais modernos da Classe Borodino e era comandada por ele mesmo, a segunda tinha o Oslyabya, Navarin e Sissoi Veliki mais o cruzador blindado Admiral Nakhimov e era comandada por Fölkersam, enquanto Nebogatov continuou com seus navios na terceira divisão. Fölkersam estava doente de câncer e morreu a bordo do Oslyabya em 26 de maio, porém Rozhestvenski decidiu manter isso em segredo do resto da frota para não diminuir a moral. O capitão de 1ª patente Vladimir Ber, oficial comandante do Oslyabya, se tornou o novo comandante da segunda divisão, enquanto Nebogatov não ficou sabendo que agora era o segundo em comando da esquadra.

#### Tsushima

Mapa da Batalha de Tsushima

Os russos foram avistados na manhã de 27 de maio enquanto aproximavam-se do Estreito de Tsushima, resultando na Batalha de Tsushima. O Oslyabya liderou a segunda divisão e inicialmente foi o alvo de pelos menos dois couraçados inimigos e um cruzador blindado quando os japoneses abriram fogo às 14h10min. Rozhestvenski, enquanto os japoneses se aproximavam, ordenou que a esquadra entrasse em uma formação de colunas paralelas, com o Oslyabya sendo forçado a quase parar a fim de evitar bater no couraçado Oryol, a última embarcação da divisão de Rozhestvenski. Os projéteis japoneses começaram então a acertar e infligir danos, incapacitando seu telêmetro, ferindo o oficial de artilharia e cortando os cabos que conectavam os canhões ao sistema de controle de disparo. Outros acertos derrubaram seu mastro principal e incapacitaram a torre de artilharia de vante e três canhões de 152 milímetros de bombordo. Estilhaços de um dos acertos entraram na torre de comando, matando o quartel-mestre e ferindo a maioria dos homens dentro. Isto fez o Oslyabya sair de formação para estibordo e tornou-se o alvo de seis cruzadores blindados a curta-distância. Vários projéteis acertaram a região da linha de flutuação e causaram grandes inundações, abrindo buracos suficiente na proa para que seu movimento para frente fizesse mais água entrar no casco, criando um adernamento para bombordo. Uma contrainundação do depósito de munição de vante de estibordo foi ordenada em uma tentativa de controlar o adernamento, mas isto apenas adicionou mais peso na proa e acabou com sua estabilidade. O adernamento aumentou para doze graus às 14h20min, inundando muitas das armas mais baixas. A água chegou nas chaminés por volta das 15h10min e Bey emitiu ordem de abandonar o navio. O Oslyabya afundou alguns minutos depois com sua hélice de estibordo ainda girando, tendo sido o primeiro couraçado todo de aço a ser afundado apenas por artilharia naval. O número de mortos varia entre 470 e 514, incluindo Bey, enquanto o número de sobreviventes é dado entre 376 e 385.